# Ellen Serwaa Nee-Whang
Ellen Serwaa Nee-Whang (sinh ngày 2 tháng 11 năm 1952 tại Ghana) là một nhà ngoại giao Ghana đã nghỉ hưu.

## Giáo dục
Bà đã được học trung học tại trường trung học nữ sinh Aburi, nơi bà có được Cấp độ thông thường của GCE và Trình độ nâng cao. Năm 1973, bà lấy được bằng tiếng Anh và bằng sau đại học về Quan hệ quốc tế tại Đại học Ghana.

## Sự nghiệp
Năm 1974, bà tham gia dịch vụ nước ngoài của đất nước mình. Từ năm 1985 đến năm 1989, bà làm cố vấn tại đại diện của Ghana ở Monrovia, Liberia và được giao quản lý của đại sứ quán.  Từ năm 1989 đến 1993, bà làm việc tại Bộ Ngoại giao Ghana (Cục hoạch định và nghiên cứu chính sách).  Từ năm 1993 đến năm 1997, bà là người đứng đầu cơ quan đại sứ quán tại Phái đoàn Thường trực Ghana tại Văn phòng Liên Hợp Quốc tại Geneva, Thụy Sĩ.  Từ tháng 4 năm 2000 đến tháng 11 năm 2005, bà là Cao ủy tại Pretoria, Nam Phi với sự công nhận đồng thời từ các chính phủ ở Maseru, Antananarivo, Port Louis, Victoria, Mbabane và Moroni.  Từ tháng 1 năm 2006 đến tháng 10 năm 2008, bà là một công chức cao cấp với tư cách là Giám đốc của Bộ Ngoại giao và Hội nhập khu vực.  Từ tháng 11 năm 2008 đến tháng 12 năm 2012, bà là Đại sứ tại Berne, Thụy Sĩ với sự công nhận đồng thời từ chính phủ ở Vienna, Áo. bà cũng là Đại sứ và Đại diện thường trực tại Văn phòng Liên Hợp Quốc tại Geneva từ năm 2009 đến năm 2012. Bà đã nghỉ hưu khi kết thúc dịch vụ vào năm 2012.